# Liste des membres du Collège des douze apôtres
Liste des membres actuels et antérieurs du Collège des douze apôtres dans l'Église de Jésus-Christ des saints des derniers jours.
Cette liste ne comprend que les personnes qui ont été ou sont actuellement en service dans le collège. Les membres de la Première Présidence, qui comprennent le président de l'Église et ses conseillers, ne sont généralement pas considérés comme faisant partie du Collège et l'appel à la Première Présidence consiste à quitter le Collège. Les exceptions à cette règle sont indiquées. 
Les dates indiquées correspondent à la date d'entrée d'un membre dans le Collège (date d'ordination) et celle où il l'a quitté. Strictement parlant, les membres de la Première Présidence rejoignent généralement le Collège des douze temporairement chaque fois qu'un président de l'Église décède, et avant que son successeur soit appelé. Pour simplifier, il n'est pas tenu compte de ces périodes pour déterminer la date de fin. Il est arrivé qu'un membre du Collège quitte le collège temporairement pour le rejoindre plus tard. Cela est indiqué.
Une liste des postes supplémentaires occupés apparaît pour chaque membre. Les postes signalés sont conseillers dans la Première Présidence (« Premier conseiller », etc), président du Collège, président par intérim du Collège des Douze, et président de l'Église. À noter qu'un président du Collège des douze apôtres n'est pas nécessairement un membre du Collège s'il appartient à la Première Présidence. Dans ces situations, un président par intérim peut être appelé, comme indiqué.
| Nom                    | Nationalité                      | Début de service | Fin de service    | Cause de départ                  | Autres postes | Notes |  |
| ---------------------- | -------------------------------- | ---------------- | ----------------- | -------------------------------- | --- | --- |  |
| Thomas B. Marsh        | Américain                        | 25 avr. 1835     | 17 mars 1839      | Excommunication                  | - Président du Collège, 26 avril 1835–17 mars 1839 | Excommunié pour apostasie 17 mars 1839 et rebaptisé plus tard (16 juillet 1857). |  |
| David W. Patten        | Américain                        | 15 fév. 1835     | 25 oct. 1838      | Décès                            | | Tué à la Bataille de Crooked River. |  |
| Brigham Young          | Américain                        | 14 fév. 1835     | 27 déc. 1847      | Intègre la Première Présidence   | - Président du Collège, 17 mars 1839–27 déc. 1847 - Président de l’Église, 27 déc. 1847–29 août 1877 | |  |
| Heber C. Kimball       | Américain                        | 14 fév. 1835     | 27 déc. 1847      | Intègre la Première Présidence   | - Premier Conseiller de Brigham Young, 27 déc. 1847–26 juin 1868 | |  |
| Orson Hyde             | Américain                        | 15 fév. 1835     | 28 nov. 1878      | Décès                            | - Président du Collège, 27 déc. 1847–10 avr. 1875 | A été exclu du Collège pour apostasie (4 mai 1839), mais réadmis (27 juin 1839). En conséquence, son ancienneté a été diminuée au 10 avril 1875. |  |
| William E. M'Lellin    | Américain                        | 15 fév. 1835     | 11 mai 1838       | Excommunication                  | | Excommunié pour apostasie. |  |
| Parley P. Pratt        | Américain                        | 21 fév. 1835     | 13 mai 1857       | Décès                            | | Assassiné. |  |
| Luke S. Johnson        | Américain                        | 15 fév. 1835     | 13 avr. 1838      | Excommunication                  | | Excommunié pour apostasie le 13 avril 1838, et rebaptisé plus tard (1846). |  |
| William Smith          | Américain                        | 15 fév. 1835     | 6 oct. 1845       | Excommunication                  | | Frère de Joseph Smith, Jr. Exclu du Collège pour apostasie (4 mai 1839), mais réadmis (25 mai 1839). Excommunié pour apostasie en octobre 1845. |  |
| Orson Pratt            | Américain                        | 26 avr. 1835     | 3 oct. 1881       | Décès                            | | Excommunié pour apostasie le 20 août 1842, mais réadmis le 20 janvier 1843. En conséquence, son ancienneté a été diminuée à juin 1875. Dernier membre survivant du Collège originel                                                                      |  |
| John F. Boynton        | Américain                        | 15 fév. 1835     | 3 sept. 1837      | Excommunication                  | | Excommunié pour apostasie. |  |
| Lyman E. Johnson       | Américain                        | 14 fév. 1835     | 12 avr. 1838      | Excommunication                  | | Excommunié pour apostasie. |  |
| John E. Page           | Américain                        | 19 déc. 1838     | 27 juin 1846      | Excommunication                  | | Excommunié pour apostasie. |  |
| John Taylor            | Anglais                          | 19 déc. 1838     | 10 oct. 1880      | Intègre la Première Présidence   | - Président du Collège, juin 1875–10 oct. 1880 - Président de l’Église, 10 oct. 1880–25 juin 1887 | Promu Président de Collège quand Orson Hyde a été rétrogradé en ancienneté. |  |
| Wilford Woodruff       | Américain                        | 26 avr. 1839     | 7 avr. 1889       | Intègre la Première Présidence   | - Président du Collège, 10 oct. 1880–7 avr. 1889 - Président de l’Église, 7 avr. 1889–2 sept. 1898 | |  |
| George A. Smith        | Américain                        | 26 avr.1839      | 1868              | Intègre la Première Présidence   | - Premier Conseiller de Brigham Young, 1868–1 sept. 1875 | Cousin de Joseph Smith, Jr. |  |
| Willard Richards       | Américain                        | 14 avr. 1840     | 27 déc. 1847      | Intègre la Première Présidence   | - Deuxième Conseiller de Brigham Young, 27 déc. 1847–1er mars 1854 | |  |
| Lyman Wight            | Américain                        | 8 avr. 1841      | déc. 1848         | Excommunication                  | | Excommunié pour apostasie. |  |
| Amasa M. Lyman         | Américain                        | 20 août 1842     | 6 mai 1867        | Excommunication                  | - Conseiller à la Première Présidence sous Joseph Smith, Jr., 4 fév. 1843–27 juin 1844 | temporairement retirés du Collège en raison du retour de Orson Pratt, 20 janv. 1843, et réadmis plus tard (12 août 1844). Excommunié pour apostasie, 6 mai 1867.                                                                                         |  |
| Ezra T. Benson         | Américain                        | 16 juil. 1846    | 3 sept. 1869      | Décès                            | | |  |
| Charles C. Rich        | Américain                        | 12 fév. 1849     | 17 nov. 1885      | Décès                            | | |  |
| Lorenzo Snow           | Américain                        | 12 fév. 1849     | 13 sept. 1898     | Intègre la Première Présidence   | - Président du Collège, 7 avr . 1889–13 sept. 1898 - Président de l’Église, 13 sept. 1898–10 oct. 1901 | Beau-frère de Joseph Smith, Jr. et de Brigham Young par Eliza Roxy Snow. |  |
| Erastus Snow           | Américain                        | 12 fév. 1849     | 27 mai 1888       | Décès                            | | |  |
| Franklin D. Richards   | Américain                        | 12 fév. 1849     | 9 déc. 1899       | Décès                            | - Président du Collège, 13 sept. 1898–9 déc. 1899 | |  |
| George Q. Cannon       | Anglais                          | 26 août 1860     | 1873              | Intègre la Première Présidence   | - Conseiller de Brigham Young, 1873–1874 - Assistant Conseiller de Brigham Young, 1874–29 août 1877 - Premier Conseiller de John Taylor, 10 oct. 1880–25 juil. 1887 - Premier Conseiller de Wilford Woodruff, 7 avr. 1889–2 sept. 1898 - Premier Conseiller de Lorenzo Snow, 3 sept. 1898–21 avr. 1901 | Fut l'apôtre deuxième plus ancien après le 9 décembre 1899, mais n'a pas été désigné comme président Collège en raison de son appartenance à la Première Présidence                                                                                      |  |
| Joseph F. Smith        | Américain                        | 8 oct. 1867      | 8 oct. 1867       | Déjà dans la Première Présidence | - Conseiller de la Première Présidence sous Brigham Young, 1 juil. 1866–29 août 1877 - Ordonné Apôtre le 1 juil. 1866 - Mis à part en tant que membre du Collège des Douze, 8 oct. 1867 - Deuxième Conseiller de John Taylor, 10 oct. 1880–25 juil. 1887 - Deuxième Conseiller de Wilford Woodruff, 7 avr. 1889–2 sept. 1898 - Deuxième Conseiller de Lorenzo Snow, 13 sept. 1898–10 oct. 1901 - Président du Collège, 10 oct. 1901–17 oct. 1901 - Président de l’Église, 17 oct. 1901–19 nov. 1918 | Fils de Hyrum Smith, et neveu de Joseph Smith, Jr. N’a jamais servi dans le Collège, car il servait déjà dans la Première Présidence |  |
| Brigham Young, Jr.     | Américain                        | 1868             | 11 avr. 1903      | Décès                            | - Assistant Conseiller de la Première Présidence sous Brigham Young, Avr. 1873–29 août 1877 - Président du Collège, 9 déc. 1899–10 oct. 1901 - Président du Collège, 17 oct. 1901–11 avr. 1903 | Fils de Brigham Young. Ordonné apôtre en 1864, mais n'a pas devenu membre du Collège avant 1868. N'était pas membre du Collège pendant son service dans la Première Présidence (Avr 1873–29 août 1877).                                                  |  |
| Albert Carrington      | Américain                        | 3 juil. 1870     | 7 nov. 1885       | Excommunication                  | | Excommunié pour adultère, 7 novembre 1885, et rebaptisé plus tard (1er novembre 1887). |  |
| Moses Thatcher         | Américain                        | 9 avr. 1879      | avr. 1896         |                                  | N'a pas été soutenu lors de la conférence générale d'avril 1896 | |  |
| Francis M. Lyman       | Américain                        | 27 oct. 1880     | 18 nov. 1916      | Décès                            | - Président du Collège, 11 avr. 1903–18 nov. 1916 | Fils de Amasa M. Lyman. |  |
| John Henry Smith       | Américain                        | 27 oct. 1880     | 7 avr. 1910       | Décès                            | - Deuxième Conseiller de Joseph F. Smith, 7 avr. 1910–3 oct. 1911 | Fils de George A. Smith. |  |
| George Teasdale        | Anglais                          | 16 oct. 1882     | 6 juin 1907       | Décès                            | | |  |
| Heber J. Grant         | Américain                        | 16 oct. 1882     | 23 nov. 1918      | Intègre la Première Présidence   | - Président du Collège, 18 nov. 1916–23 nov. 1918 - Président de l’Église, 23 nov. 1918–14 mai 1945 | |  |
| John W. Taylor         | Américain                        | 15 mai 1884      | Avr. 1905         | Démission                        | | Fils de John Taylor. Démission du Collège en avril 1905. Excommunié en 1911. |  |
| Marriner W. Merrill    | Canadien                         | 7 oct. 1889      | 6 fév. 1906       | Décès                            | | |  |
| Anthon H. Lund         | Danois                           | 7 oct. 1889      | 17 oct. 1901      | Intègre la Première Présidence   | - Deuxième Conseiller de Joseph F. Smith, 17 oct. 1901–7 avr. 1910 - Premier Conseiller de Joseph F. Smith, 7 avr. 1910–19 nov. 1918 - Président du Collège (avec Rudger Clawson par intérim), 23 nov. 1918–17 mars 1921 - Premier Conseiller de Heber J. Grant, 23 nov. 1918– 2 mars 1921 | |  |
| Abraham H. Cannon      | Américain                        | 7 oct. 1889      | 19 juil. 1896     | Décès                            | | |  |
| Matthias F. Cowley     | Américain                        | 7 oct. 1897      | 28 oct. 1905      | Démission                        | | Démission du Collège, 28 octobre 1905. Sa prêtrise a été suspendue le 11 mai 1911 puis rétablie (3 avril 1936). |  |
| Abraham O. Woodruff    | Américain                        | 7 oct. 1897      | 20 juin 1904      | Décès                            | | Fils de Wilford Woodruff. Décédé prématurément de variole à 31 ans. |  |
| Rudger Clawson         | Américain                        | 10 oct. 1898     | 21 juin 1943      | Décès                            | - Président de Collège intérimaire de Anthon H. Lund, 23 nov. 1918–17 mars 1921 - Président du Collège, 2 mars 1921–21 juin 1943 | |  |
| Reed Smoot             | Américain                        | 8 avr. 1900      | 9 fév. 1941       | Décès                            | | Sénateur américain, 1902–1932. |  |
| Hyrum M. Smith         | Américain                        | 24 oct. 1901     | 23 janv. 1918     |                                  | Frère de Joseph Fielding Smith, fils de Joseph F. Smith, et petit-fils de Hyrum Smith. | |  |
| George Albert Smith    | Américain                        | 8 oct. 1903      | 21 mai 1945       | Intègre la Première Présidence   | - Président du Collège, 21 juin 1943–21 mai 1945 - Président de l’Église, 21 mai 1945–4 avr. 1951 | Fils de John Henry Smith et petit-fils de George A. Smith. |  |
| Charles W. Penrose     | Anglais                          | 7 juil. 1904     | 7 déc. 1911       | Intègre la Première Présidence   | - Deuxième Conseiller de Joseph F. Smith, 7 déc. 1911–19 nov. 1918 - Deuxième Conseiller de Heber J. Grant, 23 nov. 1918–10 mars 1921 - Premier Conseiller de Heber J. Grant, 10 mars 1921–16 mai 1925 | |  |
| George F. Richards     | Américain                        | 9 avr. 1906      | 8 août 1950       | Décès                            | - Président du Collège, 21 mai 1945–8 août 1950 | Fils de Franklin D. Richards. |  |
| Orson F. Whitney       | Américain                        | 9 avr. 1906      | 16 mai 1931       | Décès                            | | Petit-fils de Newel K. Whitney et Heber C. Kimball. |  |
| David O. McKay         | Américain                        | 9 avr. 1906      | 11 oct. 1934      | Intègre la Première Présidence   | - Deuxième Conseiller de Heber J. Grant, 11 oct. 1934–14 mai 1945 - Deuxième Conseiller de George Albert Smith, 21 mai 1945–4 avr. 1951 - Président du Collège (avec Joseph Fielding Smith intérimaire), 8 août 1950–9 avr. 1951 - Président de l’Église, 9 avr. 1951–8 janv. 1970 | |  |
| Anthony W. Ivins       | Américain                        | 6 oct. 1907      | 10 mars 1921      | Intègre la Première Présidence   | - Deuxième Conseiller de Heber J. Grant, 10 mars 1921–28 mars 1925 - Premier Conseiller de Heber J. Grant, 28 mars 1925–23 sept. 1934 | |  |
| Joseph Fielding Smith  | Américain                        | 7 avr. 1910      | 23 janv. 1970     | Intègre la Première Présidence   | - Président de Collège intérimaire pour David O. McKay, 8 août 1950–4 avr. 1951 - Président du Collège, 9 avr. 1951–23 janv. 1970 - Conseiller de David O. McKay, 28 oct. 1965–8 janv. 1970 - Président de l’Église, 23 janv. 1970–2 juil. 1972 | Frère de Hyrum M. Smith, fils de Joseph F. Smith, et petit-fils de Hyrum Smith. Resté membre du Collège, en même temps que le conseiller de David O. McKay                                                                                               |  |
| James E. Talmage       | Anglais                          | 8 déc. 1911      | 27 juil. 1933     | Décès                            | | |  |
| Stephen L Richards     | Américain                        | 18 janv. 1917    | 9 avr. 1951       | Intègre la Première Présidence   | - Premier Conseiller de David O. McKay, 9 avr. 1951–19 mai 1959 | Petit-fils de Willard Richards. |  |
| Richard R. Lyman       | Américain                        | 7 avr. 1918      | 12 nov. 1943      | Excommunication                  | | Fils de Francis M. Lyman et petit-fils de Amasa M. Lyman. Excommunié pour polygamie. |  |
| Melvin J. Ballard      | Américain                        | 7 janv. 1919     | 30 juil. 1939     | Décès                            | | |  |
| John A. Widtsoe        | Norvégien                        | 17 mars 1921     | 20 nov. 1952      | Décès                            | | |  |
| Joseph F. Merrill      | Américain                        | 8 oct. 1931      | 3 fév. 1952       | Décès                            | | Fils de Marriner W. Merrill. |  |
| Charles A. Callis      | Irlandais                        | 12 oct. 1933     | 21 janv. 1947     | Décès                            | | |  |
| J. Reuben Clark        | Américain                        | 11 oct. 1934     | 11 oct. 1934      | Déjà dans la Première Présidence | - Deuxième Conseiller de Heber J. Grant, 1933–11 oct. 1934 - Premier Conseiller de Heber J. Grant, 11 oct. 1934–14 mai 1945 - Premier Conseiller de George Albert Smith, 21 mai 1945–4 avr. 1951 - Deuxième Conseiller de David O. McKay, 9 avr. 1951–12 juin 1959 - Premier Conseiller de David O. McKay, 12 juin 1959–6 oct. 1961 | |  |
| Alonzo A. Hinckley     | Américain                        | 11 oct. 1934     | 22 déc. 1936      | Décès                            | | |  |
| Albert E. Bowen        | Américain                        | 8 avr. 1937      | 15 juil. 1953     | Décès                            | | |  |
| Sylvester Q. Cannon    | Américain                        | 6 oct. 1939      | 29 mai 1943       | Décès                            | | Fils de George Q. Cannon. Ordonné Apôtre et associé au Collège le 14 avr. 1938. |  |
| Harold B. Lee          | Américain                        | 10 avr. 1941     | 23 janv. 1970     | Intègre la Première Présidence   | - Président du Collège (avec Spencer W. Kimball intérimaire), 23 janv. 1970–7 juin 1972 - Premier Conseiller de Joseph Fielding Smith, 23 janv. 1970–2 juil. 1972 - Président du Collège, 7 juil. 1972–26 déc. 1973 | |  |
| Spencer W. Kimball     | Américain                        | 7 oct. 1943      | 30 déc. 1973      | Intègre la Première Présidence   | - Président de Collège intérimaire pour Harold B. Lee, 23 janv. 1970–2 juil. 1972 - Président du Collège, 7 juil. 1972–30 déc. 1973 - Président de l’Église, 30 déc. 1973–5 nov. 1985 | Petit-fils de Heber C. Kimball. |  |
| Ezra Taft Benson       | Américain                        | 7 oct. 1943      | 10 nov. 1985      | Intègre la Première Présidence   | - Président du Collège, 30 déc. 1973–10 nov. 1985 - Président de l’Église, 10 nov. 1985–30 mai 1994 | Arrière-petit-fils de Ezra T. Benson. A servi en tant que secrétaire à l'Agriculture des États-Unis, 1953–1961. |  |
| Mark E. Petersen       | Américain                        | 20 avr. 1944     | 11 janv. 1984     | Décès                            | | |  |
| Matthew Cowley         | Américain                        | 11 oct. 1945     | 13 déc. 1953      | Décès                            | | Fils de Matthias F. Cowley. |  |
| Henry D. Moyle         | Américain                        | 10 avr. 1947     | 12 juin 1959      | Intègre la Première Présidence   | - Deuxième Conseiller de David O. McKay, 12 juin 1959–12 oct. 1961 - Premier Conseiller de David O. McKay, 12 oct. 1961–18 sept. 1963 | |  |
| Delbert L. Stapley     | Américain                        | 5 oct. 1950      | 19 août 1978      | Décès                            | | |  |
| Marion G. Romney       | Américain (né au Mexique)        | 11 oct. 1951     | 20 mai 1988       | Décès                            | - Deuxième Conseiller de Harold B. Lee, 7 juil. 1972–26 déc. 1973 - Deuxième Conseiller de Spencer W. Kimball, 1973–1982 - Premier Conseiller de Spencer W. Kimball, 1982–5 nov. 1985 - Président du Collège (avec Howard W. Hunter intérimaire), 10 nov. 1985–20 mai 1988 | De parents américains. N’était pas membre du Collège pendant son service dans la Première Présidence. (7 juil. 1972–5 nov. 1985). Il n’était pas possible pour lui de servir activement en tant que Président du Collège en raison de son état de santé. |  |
| LeGrand Richards       | Américain                        | 10 avr. 1952     | 11 janv. 1983     | Décès                            | | Fils de George F. Richards, petits-fils de Franklin D. Richards, et neveu de Willard Richards. |  |
| Adam S. Bennion        | Américain                        | 9 avr. 1953      | 11 fév. 1958      | Décès                            | | |  |
| Richard L. Evans       | Américain                        | 8 oct. 1953      | 1 nov. 1971       | Décès                            | | |  |
| George Q. Morris       | Américain                        | 8 avr. 1954      | 23 avr. 1962      | Décès                            | | |  |
| Hugh B. Brown          | Américain                        | 10 avr. 1958     | 2 déc. 1975       | Décès                            | - Troisième Conseiller de David O. McKay, 22 juin 1961–12 oct. 1961 - Deuxième Conseiller de David O. McKay, 12 oct. 1961–1963 - Premier Conseiller de David O. McKay, 1963–8 janv. 1970 | N’étais pas membre du Collège pendant son service dans la Première Présidence (22 juin 1961–8 janv 1970). |  |
| Howard W. Hunter       | Américain                        | 15 oct. 1959     | 5 juin 1994       | Intègre la Première Présidence   | - Président du Collège intérimaire pour Marion G. Romney, 10 nov. 1985–20 mai 1988 - Président du Collège, 20 mai 1988–5 juin 1994 - Président de l’Église, 5 juin 1994–3 mars 1995 | |  |
| Gordon B. Hinckley     | Américain                        | 5 oct. 1961      | 23 juil. 1981     | Intègre la Première Présidence   | - Conseiller sous Spencer W. Kimball, 23 juil. 1981–2 déc. 1982 - Deuxième Conseiller de Spencer W. Kimball, 2 déc. 1982–5 nov. 1985 - Premier Conseiller de Ezra Taft Benson, 10 nov. 1985–30 mai 1994 - Président du Collège (avec Boyd K. Packer intérimaire), 5 juin 1994–12 mars 1995 - Premier Conseiller de Howard W. Hunter, 5 juin 1994–3 mars 1995 - Président de l’Église, 12 mars 1995–27 janv. 2008                                                                                    | Neveu de Alonzo A. Hinckley. |  |
| N. Eldon Tanner        | Américain                        | 11 oct. 1962     | 4 oct. 1963       | Intègre la Première Présidence   | - Deuxième Conseiller de David O. McKay, 4 oct. 1963–18 janv. 1970 - Deuxième Conseiller de Joseph Fielding Smith, 23 janv. 1970–2 juil.1972 - Premier Conseiller de Harold B. Lee, 7 juil.1972–26 déc. 1973 - Premier Conseiller de Spencer W. Kimball, 30 déc. 1973–27 nov. 1982 | |  |
| Thomas S. Monson       | Américain                        | 10 oct. 1963     | 10 nov. 1985      | Intègre la Première Présidence   | - Deuxième Conseiller de Ezra Taft Benson, 10 nov.1985–30 mai 1994 - Deuxième Conseiller de Howard W. Hunter, 5 juin 1994–3 mars 1995 - Président du Collège (avec Boyd K. Packer intérimaire), 12 mars 1995–3 fév. 2008 - Premier Conseiller de Gordon B. Hinckley, 12 mars 1995–27 janv. 2008 - Président de l’Église, 3 fév. 2008– à ce jour | |  |
| Boyd K. Packer         | Américain                        | 9 avr. 1970      | 3 juillet 2015    | Décès                            | - Président du Collège intérimaire pour Gordon B. Hinckley, 5 juin 1994–3 mars 1995 - Président du Collège intérimaire pour Thomas S. Monson, 12 mars 1995–27 janv. 2008 - Président du Collège, 3 fév. 2008–3 juillet 2015 | |  |
| Marvin J. Ashton       | Américain                        | 2 déc.1971       | 25 fév. 1994      | Décès                            | | |  |
| Bruce R. McConkie      | Américain                        | 12 oct. 1972     | 19 avr. 1985      | Décès                            | | Gendre de Joseph Fielding Smith. |  |
| L. Tom Perry           | Américain                        | 11 avr. 1974     | 30 mai 2015       | Décès                            | | |  |
| David B. Haight        | Américain                        | 8 jan. 1976      | 31 juil. 2004     | Décès                            | | La plus grande longévité parmi les membres du Collège, à 97 ans. |  |
| James E. Faust         | Américain                        | 1 oct. 1978      | 12 mars 1995      | Intègre la Première Présidence   | - Deuxième conseiller de Gordon B. Hinckley, 12 mars 1995–10 août 2007 | |  |
| Neal A. Maxwell        | Américain                        | 23 juillet 1981  | 21 juillet 2004   | Décès                            | | |  |
| Russell M. Nelson      | Américain                        | 7 avril 1984     | 14 janvier 2018   |                                  | - Président de l'Église depuis le 14 janvier 2018. | |  |
| Dallin H. Oaks         | Américain                        | 3 mai 1984       | 01 Jan 2999       |                                  | - Président du Collège depuis le 14 janvier 2018 - premier conseiller de Russell M. Nelson depuis le 14 janvier 2018 | |  |
| M. Russell Ballard     | Américain                        | 10 octobre 1985  | 12 novembre 2023  | Décès                            | - Président du Collège par intérim pour Dallin H. Oaks du 14 janvier 2018 au 12 novembre 2023 | Petit-fils d'Hyrum Mack Smith et de Melvin J. Ballard; descendant direct de Joseph F. Smith et Hyrum Smith. |  |
| Joseph B. Wirthlin     | Américain                        | 9 octobre 1986   | 1er décembre 2008 | Décès                            | | |  |
| Richard G. Scott       | Américain                        | 6 octobre 1988   | 22 septembre 2015 | Décès                            | | |  |
| Robert D. Hales        | Américain                        | 7 avril 1994     | 1er octobre 2017  | Décès                            | | |  |
| Jeffrey R. Holland     | Américain                        | 23 juin 1994     | 01 Jan 2999       |                                  | - Président du Collège par intérim pour Dallin H. Oaks depuis le 15 novembre 2023 | |  |
| Henry B. Eyring        | Américain                        | 6 avril 1995     | 6 octobre 2007    | Intègre la Première Présidence   | - Deuxième conseiller de Gordon B. Hinckley, 6 octobre 2007–27 janvier 2008 - Premier conseiller de Thomas S. Monson, 3 février 2008–2 janvier 2018 - Deuxième conseiller de Russell M. Nelson depuis le 14 janvier 2018 | |  |
| Dieter F. Uchtdorf     | Allemand (né en Tchécoslovaquie) | 7 octobre 2004   | 3 février 2008    | Intègre la Première Présidence   | - Deuxième Conseiller de Thomas S. Monson, 3 février 2008–2 janvier 2018 | Parents d'origine allemande |  |
| David A. Bednar        | Américain                        | 7 octobre 2004   | 01 Jan 2999       |                                  | | |  |
| Quentin L. Cook        | Américain                        | 11 octobre 2007  | 01 Jan 2999       |                                  | | |  |
| D. Todd Christofferson | Américain                        | 10 avril 2008    | 01 Jan 2999       |                                  | | |  |
| Neil L. Andersen       | Américain                        | 9 avril 2009     | 01 Jan 2999       |                                  | | |  |
| Ronald Rasband         | Américain                        | 3 octobre 2015   |                   |                                  | | |  |
| Gary Stevenson         | Américain                        | 3 octobre 2015   |                   |                                  | | |  |
| Dale Renlund           | Américain                        | 3 octobre 2015   |                   |                                  | | |  |
| Gerrit W. Gong         | Américain                        | 31 mars 2018     |                   |                                  | | |  |
| Ulisses Soares         | Brésilien                        | 31 mars 2018     |                   |                                  | | |  |
| Patrick Kearon         | Britannique                      | 7 décembre 2023  |                   |                                  | | |  |